# Catolé do Rocha (tiểu vùng)
Catolé do Rocha là một tiểu vùng thuộc bang Paraíba, Brasil. Tiều vùng này có diện tích 3038 km², dân số năm 2007 là 107135 người.